# Vincent Gottofrey
Vincent Ernest Gottofrey (* 25. Mai 1862 in Estavayer-le-Lac; † 21. Juli 1919 in Lausanne; heimatberechtigt in Echallens und Estavayer-le-Lac) war ein Schweizer Jurist, Hochschullehrer und Politiker.

## Leben

### Familie
Vincent Gottofrey war der Sohn des Arztes Marie Joseph Etienne Casimir Gottofrey (* 2. März 1825 in Echallens; † 29. Juli 1875 ebenda) und von dessen Ehefrau Anne-Marie (geb. Frochaux); er hatte noch zwei Schwestern.
Er war verheiratet mit Marthe (* 1864; † 18. Februar 1945), der Tochter des Uhrmachers Charles Le Roy d’Amigny († 24. August 1898), die französischer Herkunft war.
1914 verkaufte er sein Besitztum, das Schloss Vallamand in Vallamand-Dessous, an Alexandre-François-Louis Cailler, Besitzer einer Schokoladenfabrik. Das Schloss wurde später an den Künstler Ted Scapa verkauft.
Nach seinem Tod wurde Gottofrey auf dem Friedhof St. Leonard in Freiburg beigesetzt.

### Werdegang
Gottofrey besuchte in Freiburg das Kollegium St. Michael sowie das Jesuitenkollegium (siehe Stella Matutina) in Feldkirch. Nach dem Besuch der Rechtsschule in Freiburg immatrikulierte er sich zu einem Studium der Rechtswissenschaften an der Universität Paris und danach an der Universität Berlin. 
Nach Beendigung des Studiums war er von 1886 bis 1906 Professor für Römisches Recht, Enzyklopädie des Rechts und Wechselrecht an der Freiburger Rechtsschule, die 1882 unabhängig geworden war und 1889 als Juristische Fakultät der Universität Freiburg angeschlossen wurde; in dieser Zeit erfolgte 1893 seine Wahl zum Kantonsgerichtspräsidenten. 1895 wurde er Rektor der Universität.
Von 1906 bis zu seinem Tod war er, als Nachfolger des verstorbenen Karl Attenhofer, Bundesrichter; 1896 war er bereits zur Wahl vorgeschlagen worden. 1910 wurde er Abteilungspräsident der 3. Abteilung, Schuldbetreibung und Konkursämter, des Bundesgerichts, 1912 erfolgte seine Wahl in die Kriminalkammer, 1914 war er gleichzeitig in der 2. Zivilabteilung, der Schuldbetreibungs- und Konkurskammer sowie in der Kriminalkammer. Nach seinem Tod folgte ihm Eugène Deschenaux als Bundesrichter.
1891 war er Hauptmann im Generalstab in der Schweizer Armee. 1893 begleitete er, anlässlich des Besuches von Kaiser Wilhelm II., als Hauptmann den Bundespräsidenten Karl Schenk.
Er wurde 1894 zum Major befördert und im darauffolgenden Jahr aus dem Generalstab zur Artillerie und kurz darauf zur Infanterie versetzt. Mit seiner Beförderung zum Oberstleutnant wurde er 1902 in den Territorialdienst versetzt.
1917 wurde er Präsident der Eidgenössischen Pensionskommission.

### Politisches und gesellschaftliches Wirken
Gottofrey war von 1891 bis 1906 konservatives Mitglied des Freiburger Grossen Rats (1898 Vizepräsident, 1900 Präsident) und, als Nachfolger des verstorbenen Louis de Wuilleret, vom 5. Dezember 1898 bis zu seinem Rücktritt am 1. Dezember 1906 Nationalrat.
1909 wurde er Mitglied des fünfköpfigen Schiedsgerichts, das sich mit der Frage befasste, wer die Kosten der Tunnelverlegung am Lötschberg (siehe Lötschbergtunnel) zu tragen habe. Durch einen Tunneleinsturz musste die Streckenführung geändert werden, sodass der Tunnel 800 Meter länger wurde, als ursprünglich geplant war. Wegen der Übernahme der dadurch entstandenen Mehrkosten entstand ein Rechtsstreit zwischen der Lötschbergbauunternehmung und der Lötschbergbahn, über den das Schiedsgericht entscheiden sollte.
Bevor er sich mit der Anwendung des Schweizerischen Zivilgesetzbuches im Bundesgericht beschäftigte, war er als Jurist an der Erstellung des Gesetzes beteiligt.
Er pflegte eine Freundschaft mit dem Nationalrat Franz Bucher (1861–1807) aus Luzern.

## Mitgliedschaften
Gottofrey gehörte dem Schweizerischen Studentenverein an, den er von 1884 bis 1885 präsidierte.
Er war Mitglied im neu gegründeten Freiburger Hochschulverein, der sich zur Unterstützung der 1889 gegründeten Freiburger Universität gebildet hatte.

## Ehrungen und Auszeichnungen
1907 wurde Gottofrey durch die Juristische Fakultät der Universität Freiburg zum Dr. h. c. ernannt.